# Calamotropha dielota
Calamotropha dielota là một loài bướm đêm trong họ Crambidae.